# Samuel Nguiffo
Samuel Nguiffo é um advogado camaronês. Ele é gerente do Centro de Meio Ambiente e Desenvolvimento em Yaoundé. Ele foi agraciado com o Prémio Ambiental Goldman em 1999 pelos seus esforços na protecção das florestas tropicais da África Central.